# Loofwerk

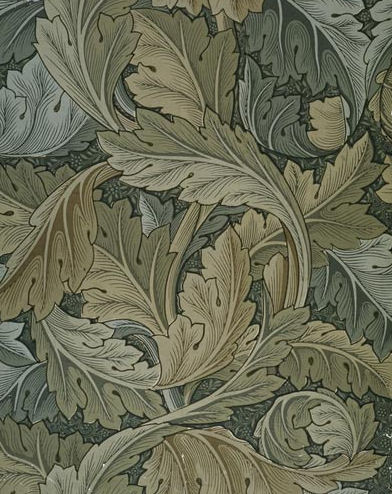
Acanthusmotief op behang, ontwerp van William Morris

Loofwerk of lofwerk is in de bouwkunde een doorlopend ornament dat de vorm heeft van bladmotieven. Daarin kunnen ook andere plantendelen, zoals bloemen en vruchten, zijn verwerkt.
Loofwerk wordt op talrijke manieren toegepast. Binnenshuis kan het bijvoorbeeld als houtsnijwerk voorkomen in meubels. Zowel binnens- als buitenshuis kan het in bouwkundige elementen zijn verwerkt: bijvoorbeeld als festoen in een gevel, als acanthusblad bovenaan een zuil of pilaar. Ook in sieraden, zoals gespen of spelden, kan men loofwerk tegenkomen. 
Stijlsoorten die er veel gebruik van maakten, zijn Barok en rococo. Toen de jugendstil ontstond, werden plantmotieven en op de natuur geïnspireerde vormen een dominant element in deze stroming, en men kan er allerlei vernieuwde vormen van loofwerk in ontwaren.

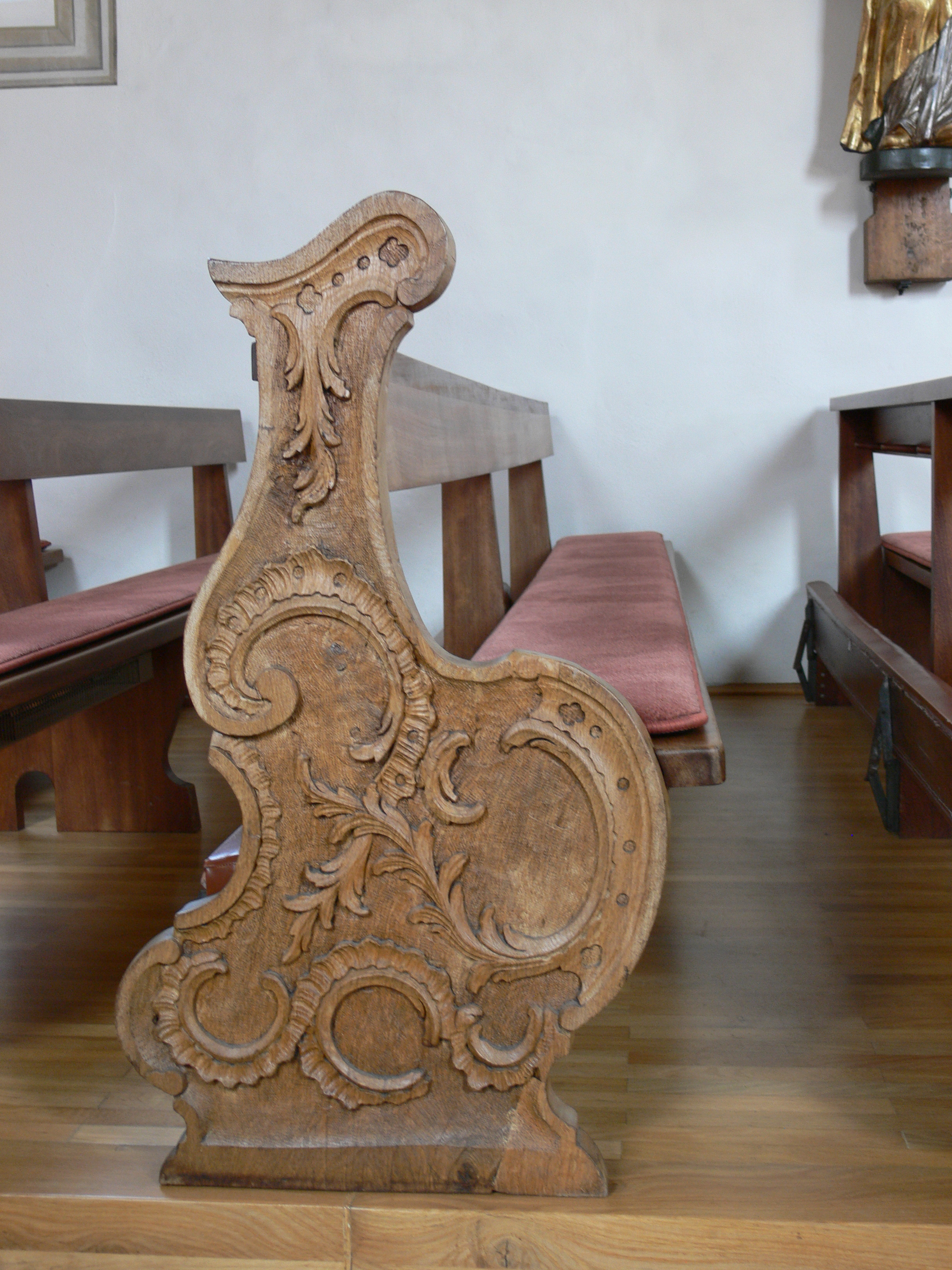
Kerkbank in Duitsland/
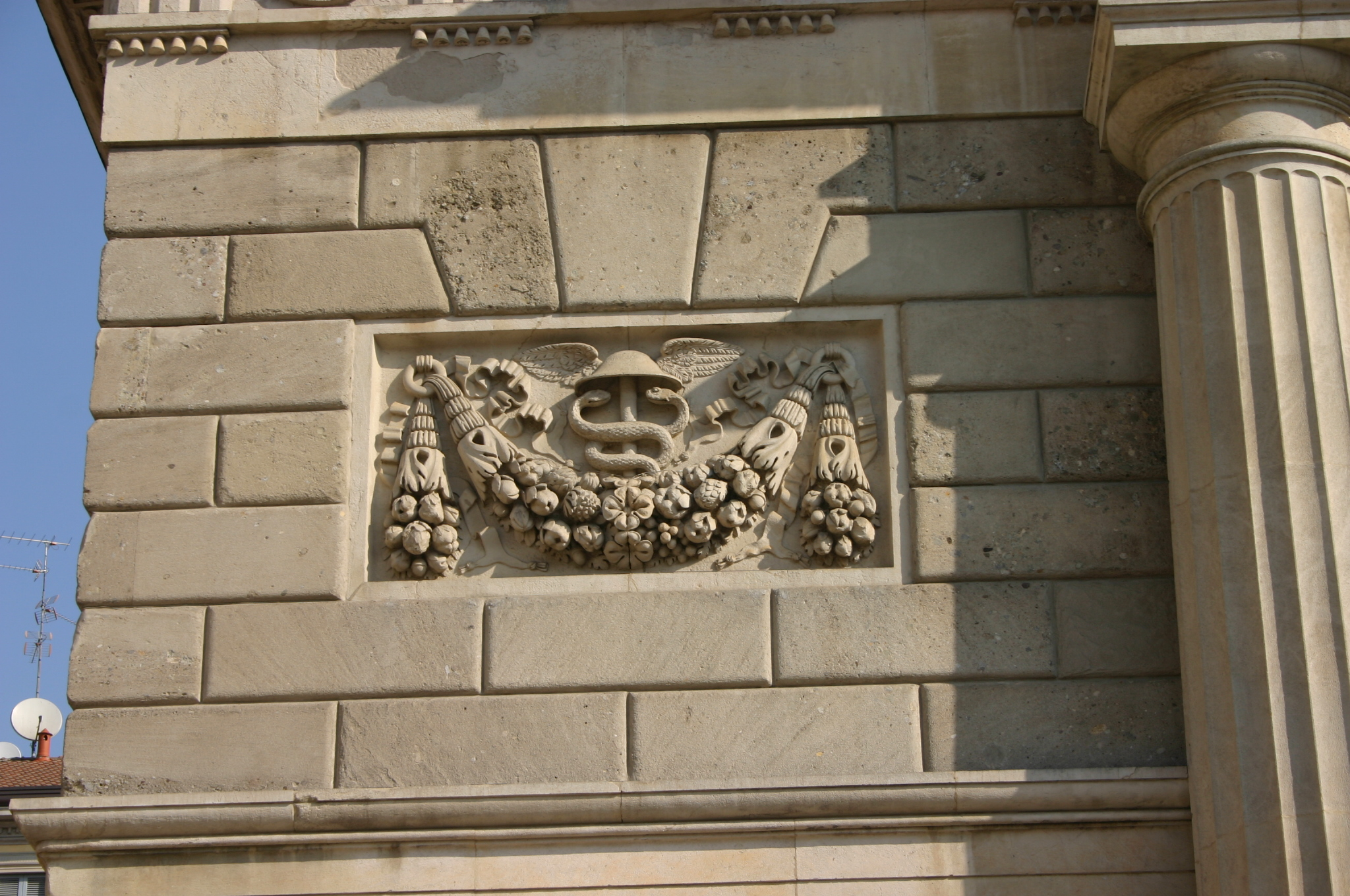
De Porta Garibaldi in Milaan (detail).